# Alexander Grant
Alexander Grant (St. Marys, 16 aprile 1874 – Narberth, 13 ottobre 1946) è stato un mezzofondista e siepista statunitense.

## Biografia
Grant rappresentò l'Università della Pennsylvania nelle gare intercollegiali di atletica e nel corso della sua carriera sportiva ottenne numerosi titoli nazionali. Fu campione nazionale negli 800 metri nel 1900, quattro volte campione nazionale nei 1500 metri (1899, 1901, 1902, 1903), due volte campione nazionale nei 5000 metri (1903, 1904) e due volte campione nazionale nei 10000 metri (1899, 1902).
Prese parte ai Giochi olimpici di Parigi del 1900 nella gara degli 800 metri piani, in cui fu eliminato in batteria. Doveva prendere parte anche alla gara dei 4000 metri siepi ma vi rinunciò.
Anche suo fratello minore, Dick Grant, partecipò all'Olimpiade parigina.